# Mousikos Gymnastikos Syllogos Panserraïkos
Il Mousikos Gymnastikos Syllogos Panserraïkos (in greco: Μουσικός Γυμναστικός Σύλλογος Πανσερραϊκός) è una società calcistica greca di Serres. Milita nella Souper Ligka Ellada, la prima serie del campionato greco di calcio.

## Palmarès

### Competizioni nazionali
- Beta Ethniki: 5

1964-1965, 1971-1972, 1979-1980, 2007-2008, 2022-2023
- Gamma Ethniki: 3

1993-1994 (gruppo 2), 2014-2015 (gruppo 1), 2019-2020 (gruppo 1)

### Altri piazzamenti
- Coppa di Grecia:

Semifinalista: 2008-2009
- Beta Ethniki:

Secondo posto: 1984-1985, 1986-1987, 1988-1989
- Gamma Ethniki:

Secondo posto: 1995-1996 (gruppo 2)
Terzo posto: 2013-2014 (gruppo 1), 2018-2019 (gruppo 1)

## Organico

### Rosa 2024-2025
Rosa aggiornata al 5 marzo 2025.
| N. |                      | Ruolo | Calciatore              |
| -- | -------------------- | ----- | ----------------------- |
| 2  | Grecia (bandiera)    | D     | Athanasios Koutsogoulas |
| 3  | Grecia (bandiera)    | D     | Stavros Petavrakis      |
| 4  | Grecia (bandiera)    | D     | Aristotelīs Karasalidīs |
| 7  | Serbia (bandiera)    | C     | Miloš Deletić           |
| 8  | Grecia (bandiera)    | C     | Aggelos Liasos          |
| 10 | Spagna (bandiera)    | C     | Jefté Betancor          |
| 13 | Grecia (bandiera)    | P     | Panagiotis Katsikas     |
| 14 | Egitto (bandiera)    | C     | Karim Hamed             |
| 16 | Argentina (bandiera) | C     | Braian Galván           |
| 17 | Grecia (bandiera)    | C     | Alexandros Maskanakis   |
| 18 | Grecia (bandiera)    | C     | Zisis Chatzistravos     |
| 19 | Grecia (bandiera)    | C     | Georgios Marinos        |
| 20 | Grecia (bandiera)    | P     | Alexandros Tsobanidis   |
| 21 | Grecia (bandiera)    | C     | Marios Sofianos         |
| 22 | Senegal (bandiera)   | D     | Moussa Wagué            |
| 23 | Georgia (bandiera)   | P     | Luk'a Gugeshashvili     |
| 24 | Serbia (bandiera)    | C     | Nikola Terzić           |
| 25 | Francia (bandiera)   | D     | Jérémy Gélin            |
| 26 | Grecia (bandiera)    | C     | Paschalīs Staikos       |

| N. |                           | Ruolo | Calciatore               |
| -- | ------------------------- | ----- | ------------------------ |
| 29 | Brasile (bandiera)        | C     | Gabriel Appelt           |
| 30 | Brasile (bandiera)        | D     | Volnei                   |
| 31 | Svezia (bandiera)         | D     | Emil Bergström           |
| 33 | Grecia (bandiera)         | C     | Konstantinos Mavropoulos |
| 34 | Siria (bandiera)          | A     | Youshaa Knaj             |
| 35 | Grecia (bandiera)         | D     | Stavros Vasilakos        |
| 36 | Grecia (bandiera)         | C     | Alexandros Salvanos      |
| 38 | Grecia (bandiera)         | C     | Stefanos Aliferopoulos   |
| 39 | Arabia Saudita (bandiera) | C     | Mohammed Al-Rashidi      |
| 40 | Belgio (bandiera)         | C     | Stephane Omeonga         |
| 41 | Grecia (bandiera)         | C     | Zacharias Papadimitriou  |
| 47 | Cipro (bandiera)          | D     | Andreas Karamanolis      |
| 64 | Grecia (bandiera)         | D     | Panagiōtīs Delīgiannidīs |
| 77 | Colombia (bandiera)       | C     | Juan Camilo Salazar      |
| 88 | Grecia (bandiera)         | A     | Theodoros Agorastos      |
| 91 | Australia (bandiera)      | D     | Jason Davidson           |
| 92 | Grecia (bandiera)         | A     | Georgios Papavasiliou    |
| 93 | Algeria (bandiera)        | C     | Mohamed Fares            |
| 99 | Grecia (bandiera)         | P     | Viktoras Sakalidis       |

### Stagioni passate
- stagione 2008-2009
- stagione 2015-2016
- stagione 2016-2017